# ノースチャールストン (サウスカロライナ州)
ノースチャールストン（英: North Charleston）は、アメリカ合衆国サウスカロライナ州のチャールストン郡とドーチェスター郡に跨る都市である。人口は11万4852人（2020年）。サウスカロライナ州ではチャールストン、州都コロンビアに続いて3番目に大きな都市である。チャールストン・ノースチャールストン・サマービル都市圏の中に位置している。
1972年に市制が布かれたときの人口は2万1000人、面積は18 km2だった。その後、人口は4倍以上となり、面積は198 km2と10倍以上になった。 州内の主要工業都市のひとつ。

## 歴史

### 初期、プランテーション
1600年代から南北戦争のときまで、サウスチャールストンとなった地域は主にプランテーションになっていた。現在の市域にあったプランテーションは次のようなものだった。
- アーチデイル・ホール・プランテーション - 1680年に始まり、アシュレー川沿いに位置した。1783年までにほぼ3,000エーカー (12 km2) にまでなった。 その後、アーチデイル分譲地として再開発されてきた。
- キャンプ・プランテーション - 1705年に始まり、約1,000エーカー (4 km2) あった。
- エルムズ・プランテーション - 1682年にラルフ・イザードが設立した。4,350エーカー (17.4 km2) 近くあり、現在のグースクリーク市とノースチャールストン市に跨っていた。
- マーシュランズ・プランテーション、モンレポ・プランテーションおよびリトリート・プランテーション - リトリート・プランテーションは1672年、マーシュランズ・プランテーションは1682に始まった。モンレポ・プランテーション1798年頃に始まった。後に3つのプランテーションが合併して、チャールストン海軍基地と海軍造船所になった。マーシュランズ・プランテーションの主邸宅は国定歴史登録財に指定されており、ジェームズ島のフォートサムター・ドライブ沿いに移された。
- オークグローブ・プランテーション - 1680年に960エーカー (3.8 km2) で始まり、1750年までにクーパー川沿いに1,127エーカー (4.5 km2) にまで拡がった。

大きなプランテーションは住民が北に移動するに連れて、小さな農園に分割されていった。南北戦争以後、リン酸塩肥料工場ができ始め、アシュレー川とブロードパス（ミーティング・ストリート道路）の間では大規模な露天掘りが行われた。
1900年代初期以降、ノースチャールストンは計画的工業地帯となり、その成長は直接工業、軍事および事業の社会とかみ合ってきた。ノースチャールストンで最初の工場はE・P・バートン木材会社だった。1901年にアメリカ合衆国海軍造船所が建設された。その後間もなく、ジェネラル・アスベスト・アンド・ラバー会社が一つの建屋としては世界最大のアスベスト工場を建設した。
1912年、チャールストンの事業家集団が開発会社を作り、バートンの土地を買収し、工業都市のレイアウトを始めた。パークサークルが作られ、工場、商業および住宅に使われる土地が取って置かれた。パークサークルはアメリカ合衆国では2つしかないイギリス庭園様式の都市モデルとして計画され、当初の計画概念の大半が現在でも残っている。市内の通りの幾つかはこれら初期開発者の名前を冠している。すなわちデュラン、ビュイスト、ミクソン、ハイドおよびオヘアである。第二次世界大戦の間、軍事基地として少なからぬ開発が行われ工業地帯が拡張した。
第二次世界大戦から1960年代に、町の多くの人々は町の北部が開発されるやり方に不満だった。彼らはその地域の住人がその後の開発を直接制御することを望んだ。住民に政治を身近なものにする手段として、1971年4月27日に町の法人化に関して住民投票が行われた。一連の法廷闘争が続いた後の1972年6月12日、サウスカロライナ州最高裁判所は住民投票の結果を支持し、ノースチャールストンはジョン・E・ボーンを初代市長として市制を布いた。

### 最初の10年間
1972年6月12日、ノースチャールストンは州内9番目に大きな都市として出発した。ラッセルデイル、ファーンデイル、モーニングサイド、リバティパーク、パルメットハイツ、シンギングパインズ、デューイヒル、オールドノースチャールストン、リバティホームズおよびジョン・C・カルホーン・ホームズなどの地域社会から構成された。
市制が執行されてから1週間のうちに、61ページの法典を成立させ、モンタギュー・アベニュー308の土地を月300ドルで5年間リースに契約した。また6月の間に警察署長と財務官を採用し、最初の誘致企業であるウェストバコのテクストン・インコーポレイテッド・プライウッドと契約した。6月21日にはバージニア・アベニュー沿いの最初の市民公園でテープカットが行われた。6月末にはごみ収集と消防について合意が行われた。この月の最後には、スプルール・アベニューからチャールストン海軍工廠の間のベクスレー通り南側の土地を併合し、初めての市域拡張となった。12月までに海軍基地を併合して州内第4位の大きな都市となった。
1973年2月、新たな土地の併合によって面積は2倍になり、3月にはその拡張領域がバークレー郡にまで入った。同月、新しい警察署を設立し、警官21人とパトカー6台を備えた。ノースチャールストン市となってまる1年間で、人口は22,000人から53,000人に増えた。
成長は続き教会20棟、62店舗のショッピングセンター、および大きな面積の住宅地区が加わり、1976年7月3日には州内で3番目に大きな都市になった。
1982年6月12日、ノースチャールストン市人口は65,000人、面積は30.5平方マイル (79 km2) となった。わずか10年間の成長率は250％となった。投資額は1,500万ドルにのぼり、公園やレクリエーション設備に196万ドル、経済開発に228万ドルが投じられた。

### 成長の軌跡
1983年、ノースチャールストン市はコンピュータ支援発送システムを取り入れたことでは州内で最初の都市となった。ベイカー病院がアシュレー川の岸に新しい施設を開館した。
1984年、ウォルマートが国内初のサムズクラブをオープンする計画を表明した。
1985年、市の総予算額は1,280万ドルとなり、増税無しで承認された。400エーカー (1.6 km2) のセンターポイント開発計画が公表された。
1986年、市の人口は78,000人、面積は47平方マイル (122 km2) となった。
1987年、トレジャー湖の完工で市の中心にビーチが出現した。市制15周年を祝った。ノースウッドセンター・ショッピング施設がオープンした。
1988年、ボーン市長がライブオーク・コミュニティセンターを除幕した。ホワイトホール一戸建て住宅開発の計画が立てられた。
1989年、ハリーケーン・ユーゴーがノースチャールストン市を襲い、28億ドルの被害を出した。
1990年、面積では州内で2番目に大きな都市となり、パークサークルに当初の美しさを取り戻す計画が発表された。
1991年、第2代市長にボビー・キナードが選出された。
1992年、ベサムアートセンターがノースチャールストン文化センターと改名された。
1993年、チャールストン空軍基地でC-17 (航空機)グローブマスターIIIの戦隊が結成された。ノースチャールストン・コロシアムがオープンした。
1993年、ノースチャールストン・コロシアムで東海岸アイスホッケーリーグのサウスカロライナ・スティングレイズが結成された。
1994年、3代目市長にR・キース・サミーが選出され、ボビー・キナードが辞任して以来の空白を埋めた。
1996年、チャールストン海軍工廠が90年間の歴史を閉じた。
2009年、ボート・エアクラフトが市内にあった製造組立工場をボーイング社に売却した。2009年10月、ボーイング社はその新しいボーイング787 ドリームライナーの組立てと配送センターのためにノースチャールストン市を選定したと声明を出した。このことでノースチャールストン市は世界の主要航空機製造拠点の一つになった。市や周辺の小さな市町の住民には質の高い新しい仕事が提供されることになった。

### 海軍基地の閉鎖
チャールストン海軍基地は1990年代までサウスチャールストンで最大の雇用主だった。ローカントリー（サウスカロライナ州海岸部）議員の影響力と核攻撃の脅威があって、周期的に訪れた基地閉鎖の試みに対して基地を存続させる重要な要因になっていた。
しかし、1990年代初期に冷戦が解消し、差し迫っていた防衛予算の削減の必要性もあり、チャールストン海軍基地は再度俎上に乗せられることになった。1993年、チャールストン海軍基地の閉鎖期日が1996年4月1日と決められた。基地の閉鎖はチャールストン郡など3郡の経済に大きな打撃だった。長年にわたって数百万ドルの金が3郡地域に流れ込み、軍隊と文民の要員として数十万の職が提供され、その大半は市民だった。基地であるいはそこを通過して働いた軍人の多くはノースカロライナ市に戻って引退した。チャールストン海軍基地の閉鎖以来、基地と乾ドックの一部は様々な政府に借上げられ、私企業や市民公園が元の基地の土地に造られてきた。

### 今日のノースチャールストン
ノースチャールストンは16年間連続で州内の小売業売上高でトップを走り続けている。2007年の小売業総売上高は61.5億ドルを超え、他のサウスカロライナ州のどの都市よりも20億ドル多かった。
チャールストン都市圏の活気ある観光産業を支援するために、ホテルの部屋数を増やし続けている。2009年の終わりまでに観光客用の宿泊室は7,246室となる予定である。
長年にわたる開発と、地域への情報提供と改訂の後で、ノイセット・コミュニティ・マスタープランが2004年初期に最終契約にまで達した。このプランは歴史ある建築様式、地区の多様性と地域の特徴ある社会機構を残そうとしている。また環境的な安定性と美しさを再生し、仕事を誘致し、教育や健康管理のようなサービスを改善し、車移動への依存性を減らし、レクリエーションを奨励し、犯罪や貧困の基盤を取り除き、住民の自尊心を強化しようとしている。
2004年、アメリカ合衆国海軍宇宙戦海戦システムコマンドが3郡地域で最大の雇用主になった。2009年、ボーイング社がノースチャールストンにあるボート・エアクラフト社の製造組立工場を買収し、市内の成長する航空機産業で主要な役割を果たすようになった。
ノースチャールストンには総合通信外来患者薬局がある。これは退役軍人局が音頭をとり、合衆国中の戦略地点でコンピュータを使い、退役軍人にメールで処方箋を取り扱うものである。
パルメット・コマース・パークウェイの建設以来、ベンチャー・エアロベライングス、ダイムラー・バンス・マニュファクチャリング、カミンズ・ターボおよびVTLグループなど多くの企業がノースチャールストンに立地したり、地元経済に数億ドル単位の投資をするようになった。

## 地理
文字通りチャールストンの北側に位置している。市域面積は198.4 km2である。

## コロシアム
チャールストン地域コンベンションセンターが1999年8月に完成してから、チャールストン都市圏に数多い訪問客を惹きつけ、地元経済に大きな貢献を果たしている。この複合施設には展示場、ダンスホールと会議室、芸術劇場、ノースチャールストン・コロシアムおよびエンバシー・スイーツ・ホテルを収容している。ノースチャールストン・コロシアムは市内のチャールストン国際空港に近い所にある。感客席数14,000席とサウスカロライナ州最大の規模を誇る。東海岸アイスホッケーリーグのサウスカロライナ・スティングレイズが本拠地にしている。また多くの特別行事、コンサートおよび地元の卒業式などを開催している。

## 教育
ノースチャールストン市の教育はチャールストン郡教育学区とドーチェスター第2教育学区が運営している。9年生から12年生までの高校はアカデミック・マグネット高校など6校ある。6年生から8年生までの中学校は6校、幼稚園生から5年生までの小学校は18校、その他の学年を教える学校が3校ある。

## 交通
ノースチャールストンには州間高速道路26号線と同526号線、アメリカ国道78号線と同52号線、州道7号線と同642号線など多くの高規格道路がある。チャールストン郡のチャールストン国際空港とチャールストン空軍基地はその歴史の早い段階で市域に吸収され、現在は市の司法権が及んでいる。ノースチャールストンは港湾と鉄道の町でもある。

### 空港
チャールストン国際空港とチャールストン空軍基地は地域の主要な雇用主である。2019年の旅客数は487万人でサウスカロライナ州の空港では最大だった。乗り入れる航空会社としてはアメリカン航空、デルタ航空、ユナイテッド航空の大手3社に加えてサウスウエスト航空などの格安航空会社も路線を開設している。

### 港湾施設
サウスカロライナ州港湾局は共同一貫輸送施設を4か所持っており、そのうち1つがノースチャールストンにある。各施設ではコンテナ、ばら荷および混載貨物を取り扱う。港には200万平方フィート (186,000 m2) 以上の倉庫と保管スペースがあり、同時の17隻以上の船舶を取り扱うことができる。

### 鉄道
アムトラック、ノーフォーク・サザン鉄道、CSXトランスポーテーションおよびサウスカロライナ鉄道委員会が地域の鉄道を運行している。

### 公共輸送
市内ではチャールストン地域交通局の運営するバス便が利用できる。都市部の大半は定期便のバスがあり、それらにはラック・アンド・ライド・プログラムの一端として自転車を掛けるラックが備えられている。
市内と都市圏の田園部は別のバスサービスがあり、バークレー・チャールストン・ドーチェスター田園部交通管理協会が運行している。

## 産業
- ボーイング - ボーイング787機体の製造組立て工場
- コンピュータ・サイエンス - 情報産業
- カミンズ - ディーゼルエンジン製造工場
- ヘス - ガソリン供給センターがバージニア・アベニュー近くにある、3郡地域全体に供給している
- カプストーン - クラフト紙製造工場[3]
- ロバート・ボッシュ - 自動車部品と電動工具のメーカー、ドーチェスター道路近くにある
- ベライゾン・ワイヤレス - 携帯電話事業者、コールセンター、モールドライブにある
- インターコンチネンタルホテルズグループ - ホリディイン・ホテルのコールセンター、400人以上を雇用、アシュレー・フォスフェイト道路にある

## 軍隊
ノースチャールストンには沿岸警備隊、アメリカ海軍、陸軍、および空軍の駐屯地あるいは施設がある。

## 人口動態
以下は2000年の国勢調査による人口統計データである。
| 基礎データ - 人口: 79,641人 - 世帯数: 29,783世帯 - 家族数: 18,971家族 - 人口密度: 525.3人/km2（1,360.6人/mi2） - 住居数: 33,631軒 - 住居密度: 221.8軒/km2（574.5軒/mi2） 人種別人口構成 - アフリカン・アメリカン: 49.41% - 白人: 44.76% - ネイティブ・アメリカン: 0.44% - アジア人: 1.59% - 太平洋諸島系: 0.09% - その他の人種: 1.78% - 混血: 1.93% - ヒスパニック・ラテン系: 3.97% 年齢別人口構成 - 18歳未満: 27.9% - 18-24歳: 13.4% - 25-44歳: 32.0% - 45-64歳: 17.7% - 65歳以上: 9.0% - 年齢の中央値: 30歳 - 性比（女性100人あたり男性の人口） - 総人口: 98.1 - 18歳以上: 95.5 | 世帯と家族（対世帯数） - 18歳未満の子供がいる: 34.4% - 結婚・同居している夫婦: 36.0% - 未婚・離婚・死別女性が世帯主: 22.8% - 非家族世帯: 36.3% - 単身世帯: 28.6% - 65歳以上の老人1人暮らし: 6.6% - 平均構成人数 - 世帯: 2.51人 - 家族: 3.10人 収入と家計 - 収入の中央値 - 世帯: 29,307 米ドル - 家族: 32,868米ドル - 性別 - 男性: 26,681米ドル - 女性: 20,718米ドル - 人口1人あたり収入: 14,361米ドル - 貧困線以下 - 対人口: 23.2% - 対家族数: 19.9% - 18歳以下: 33.8% - 65歳以上: 13.0% |

## 病院
トライデント地域医療センターが市内にある最大病院である。ノースチャールストンの市民が利用できる大きな病院は近くの市や町にも幾つかある。それらの病院にはチャールストン市にあるサウスカロライナ医科大学、ラルフ・H・ジョンソンVA医療センター、ボン・セコール＝セントフランシス・ザビエル病院およびローパー病院がある。マウント・プレザントの町にあるイーストクーパー地域病院も利用できる。

## 政府
ノースチャールストン市は市長・市制委員会方式を採る市政府によって運営されており、市長は市政の管理者および行政官である。市長は市政委員会を主宰し、委員と同じく投票権を持っている。2010年現在の市長はR・キース・サミーである。

## 警察署
ノースチャールストン市は1873年に警官21人と5人の支援要員で設立された。今日では300人以上の警官と100人の文民雇員がいる。

## 消防署
ノースチャールストン市となる地域に最初に設立された消防署は1935年のセントフィリップス・アンド・セントミカエル消防署だった。このとき駐屯所が1つ消防車が1台だった。ノースチャールストン消防署は1937年に結成され、このときも駐屯所が1つ消防車が1台だった。1959年、他の消防署と合併してノースチャールストン統合消防署になった。1962年には有給のサービスになった。このとき志願消防士は全て解雇され、今日チャールストン郡志願レスキュー隊と呼ばれる組織を作った。
1972年にノースチャールストンは市政を布いた。消防署はノースチャールストン消防署とノースチャールストン消防地区に分かれた。消防署は4つの駐屯地、4台の消防車、および1台のはしご車で任務を開始した。消防地区は5つの駐屯地、5台の消防車および1台のはしご車で任務を開始した。
この2つの部門は1996年に合併しノースチャールストン消防署となった。駐屯地10か所、消防車10台、はしご車3台および2個分隊があった。過去13年間で新しい技術や新しい訓練法を取り入れてきた。各駐屯地には熱探知カメラ、限定空間レスキューチーム、危険物除去チーム、海上消火チームがある。

## 救急医療
ノースチャールストン市の救急医療はチャールストン郡救急医療サービスとドーチェスター郡救急医療サービスが行っている。これは市が両郡の一部であった時以来続いている。

## スポーツ
東海岸アイスホッケーリーグのサウスカロライナ・スティングレイズが本拠地にしている。